# 185
Glej tudi: število 185
185 (CLXXXV) je bilo navadno leto, ki se je po julijanskem koledarju začelo na petek.

## Dogodki
- 1. januar